# Sciara minutela
Sciara minutela är en tvåvingeart som beskrevs av Frederick Askew Skuse 1888. Sciara minutela ingår i släktet Sciara och familjen sorgmyggor. Inga underarter finns listade i Catalogue of Life.